# Sandy (Bedfordshire)
Sandy – miasto i civil parish w Anglii, w hrabstwie ceremonialnym Bedfordshire, w dystrykcie (unitary authority) Central Bedfordshire. W 2011 roku civil parish liczyła 11 657 mieszkańców. Sandy jest wspomniana w Domesday Book (1086) jako Sandeia.